# Roman Pasikowski

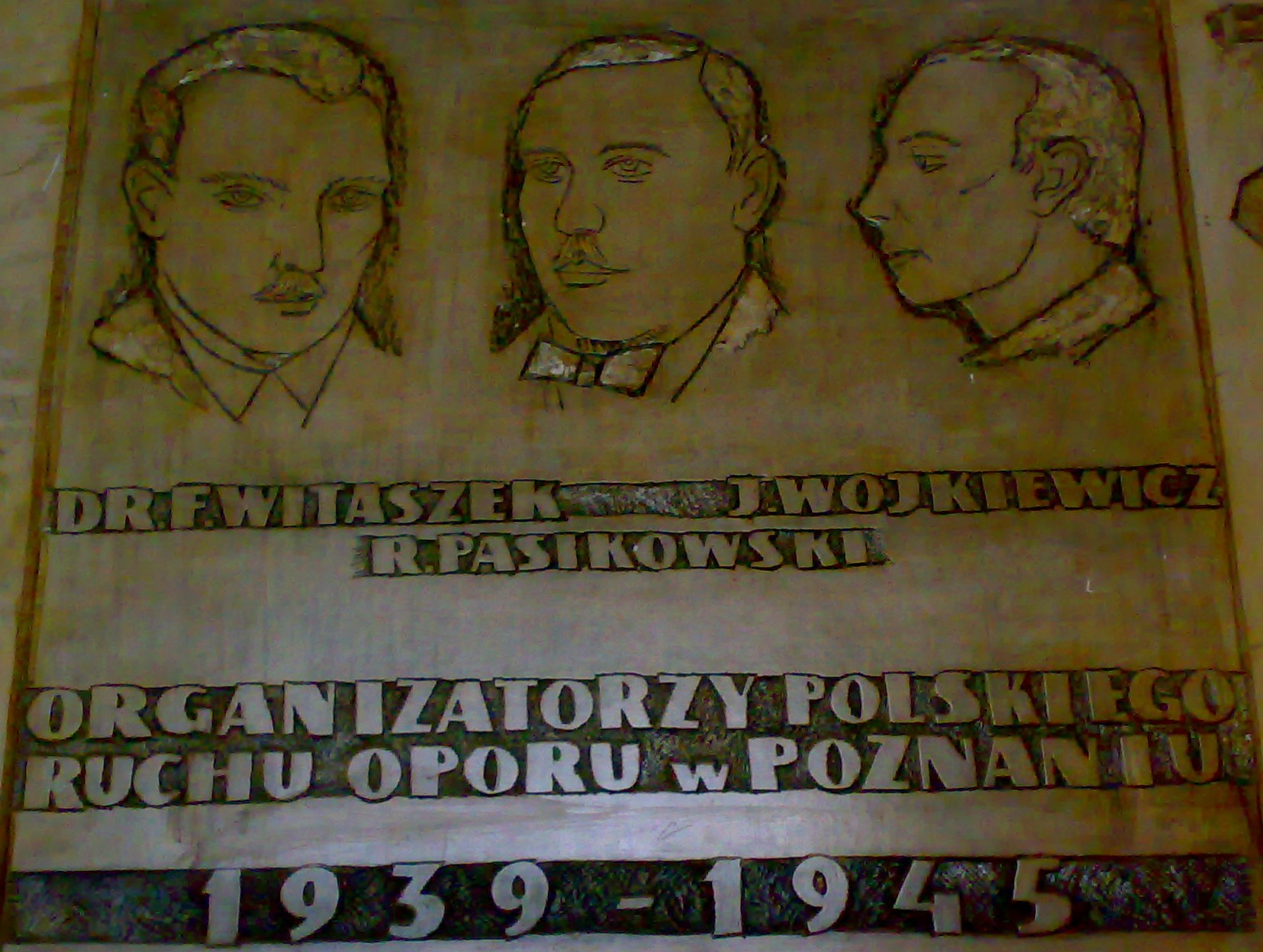
Tablica pamiątkowa w Zamku Cesarskim w Poznaniu poświęcona między innymi Romanowi Pasikowskiemu (2010)

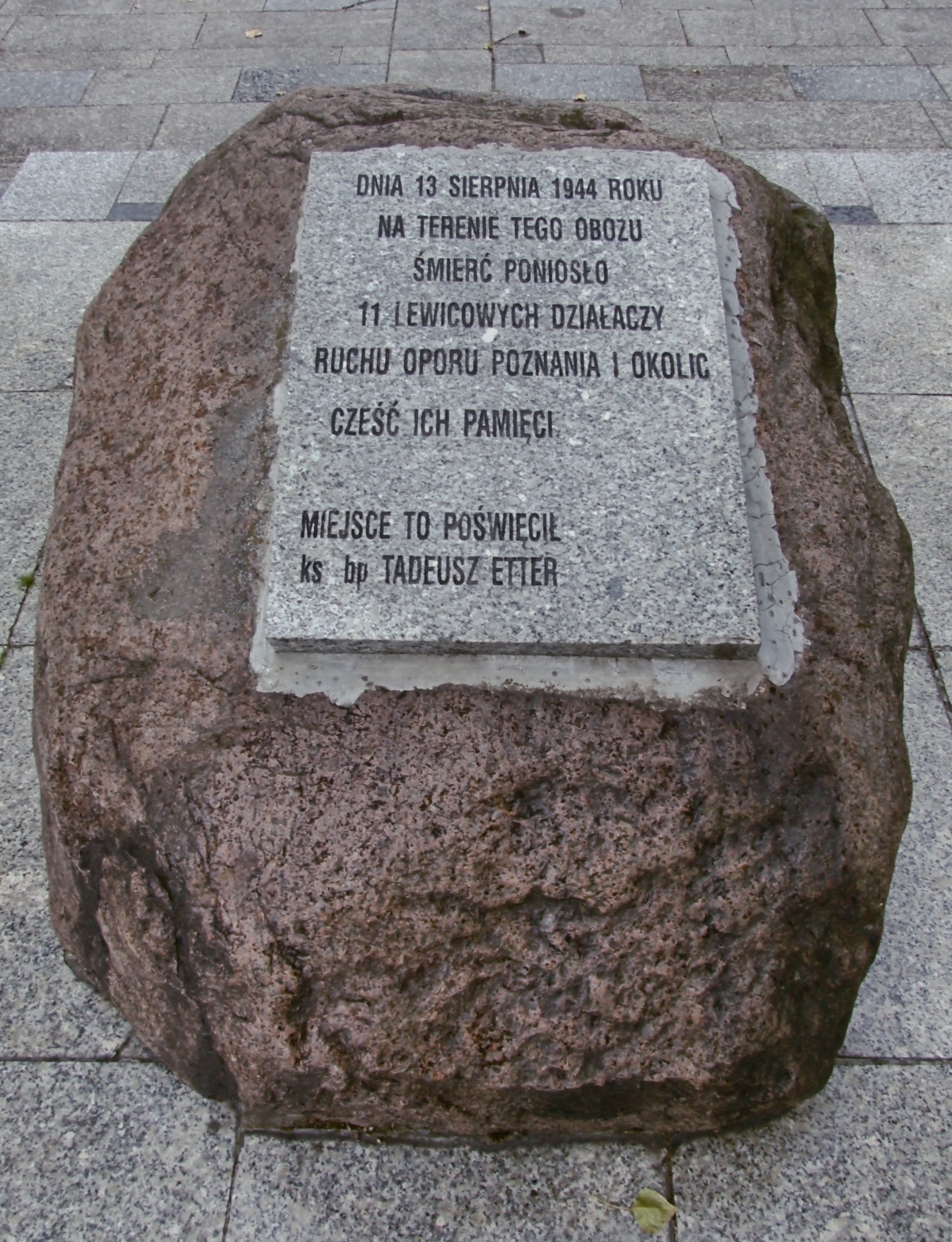
Kamień pamiątkowy z tablicą na terenie dawnego obozu karno-śledczego w Żabikowie poświęcony 11 działaczom lewicowym (w tym Romanowi Pasikowskiemu) rozstrzelanym w obozie 13 sierpnia 1944 (2007)

Roman Pasikowski, pseud. „Wiktor” (ur. 17 stycznia 1898 w Łodzi, zm. 13 sierpnia 1944 w Żabikowie) – polski działacz komunistyczny.

## Życiorys
Syn Władysława i Anny Ludwiki Dering. W 1912 rozpoczął naukę zawodu ślusarza i uczęszczał do szkoły dokształcającej. Od 1916 do 1939 pracował w łódzkich fabrykach metalurgicznych Johna i Libszyca, początkowo jako czeladnik, potem majster ślusarski. Ukończył wieczorową szkołę średnią. Od 1919 członek Polskiej Partii Socjalistycznej, następnie Komunistycznej Partii Polski w Łodzi. We wrześniu 1939 brał udział w obronie Warszawy. Na początku 1940 został wysłany na przymusowe roboty do Poznania, gdzie pracował najpierw w fabryce Hipolita Cegielskiego, a od połowy 1942 w warsztatach kolejowych w charakterze ślusarza. Od chwili przybycia do Poznania związał się z grupą organizatorów komunistycznego podziemia w tym mieście. 23 lutego 1941, podczas spotkania w Luboniu, założono organizację o nazwie Komunistyczna Partia Polski, której Pasikowski został skarbnikiem Komitetu Okręgowego i otrzymał polecenie zorganizowania konspiracyjnej sieci partyjnej w zakładach imienia Cegielskiego. Od kwietnia 1942 kierował życiem podziemnym wszystkich grup Polskiej Partii Robotniczej (PPR) działających w Poznaniu i okolicy. W końcu kwietnia 1943, po aresztowaniu Jakuba Przybylskiego, został sekretarzem Komitetu Miejskiego PPR w Poznaniu, obejmującego także powiat poznański. Z jego inicjatywy został zorganizowany aparat kierowniczy PPR, wzrósł werbunek członków, powstały dwa dalsze komitety partyjne w mieście, utworzono Komitet Młodzieżowy PPR, wzmożono akcję sabotażową, uruchomiono szkolenie w zakresie dywersji i działań zbrojnych, doprowadzono do powstania dowództwa Gwardii Ludowej na powiat poznański i zaczęło się ukazywać tajne pismo poznańskiej PPR pod tytułem „Głos Poznania”. 
Podczas częstych wyjazdów z Poznania do rodziny w Łodzi utrzymywał łączność z kierownictwem Komitetu Obwodowego w Łodzi i – poprzez przebywających tam łączników – z Komitetem Centralnym (KC) PPR. Był autorem planu powstania zbrojnego ludności polskiej w Poznaniu, opracowanego w następstwie realizacji uchwał plenum KC PPR ze stycznia 1943. Dostarczał centralnym władzom PPR na użytek wojskowy informacji o stanie sił Niemców, rozmieszczeniu w Poznaniu obiektów produkcji wojennej i o położeniu niemieckich garnizonów. 
5 maja 1944 został aresztowany przez Gestapo. Torturowany w śledztwie, na początku lipca przeniesiony do obozu karno-śledczego w Żabikowie, nie mógł już się poruszać o własnych siłach. Po zamknięciu śledztwa 13 sierpnia 1944 został rozstrzelany wraz z pozostałą grupą kierowniczą poznańskiej PPR. Pozostawił żonę i dwoje dzieci.